# Saint-Joseph, Loire
Saint-Joseph là một xã trong tỉnh Loire miền trung nước Pháp.